# John Siddeley, 1. Baron Kenilworth

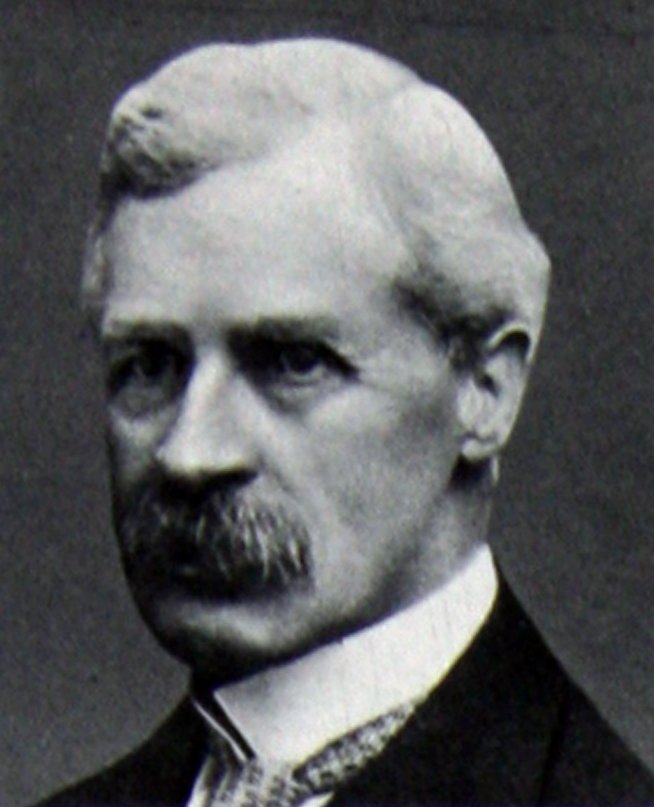
John Siddeley, 1st Baron Kenilworth

John Davenport Siddeley, 1. Baron Kenilworth (* 5. August 1866 in Cheadle Hulme; † 3. November 1953 auf Jersey) war ein britischer Industrieller, der auf den Gebieten Kraftfahrzeuge, Flugzeuge und Flugmotoren tätig war.

## Leben
Siddeley ging 1892 zur Humber Cycle Company, wechselte aber bald zu Dunlop. 1902 machte er sich mit der Siddeley Autocar Company selbständig und importierte zunächst Peugeot-Fahrzeuge nach England. Bald begann er jedoch, eigene Fahrzeuge zu entwickeln. Sein Unternehmen wurde bereits 1905 von Wolseley übernommen. Da sich Siddeley mit Herbert Austin, dem Eigentümer, nicht über die weitere technische Entwicklung verständigen konnte, verließ Austin die Firma. Siddeley führte das nun Wolseley-Siddeley genannte Unternehmen bis 1909. Dann gab er Wolseley-Siddeley auf und wechselte zur Deasy Motor Company, die zur Siddeley Deasy Motor Manufacturing Company Ltd. umfirmierte. Siddeley blieb bis 1935 in dem Nachfolgeunternehmen beschäftigt, das nach der Fusion mit Armstrong nun den Namen Armstrong-Siddeley trug.
1918 wurde er als Commander in den Order of the British Empire aufgenommen. 1932 wurde er zum Knight Bachelor geschlagen. 1937 erwarb er Kenilworth Castle. Am 10. Juni 1937 wurde er als Baron Kenilworth, of Kenilworth in the County of Warwick, zum erblichen Peer erhoben und wurde dadurch Mitglied des House of Lords.